# Gruna (Shetland)

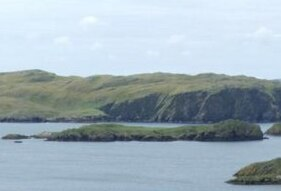
Blick von Vementry auf Gruna

Gruna ist eine kleine Insel, die im Westen der zu Schottland zählenden Shetlandinseln liegt.

## Lage
Gruna ist eine kleine, felsige Insel, die vor der nördlichen Küste der Halbinsel Walls liegt. Weitere Inseln in der Nähe sind Vementry im Osten, Linga im Süden und The Heag im Nordwesten. Die Ortschaft Aith liegt 7,5 Kilometer entfernt im Südosten.
Im Rahmen der historischen Gliederung Schottlands in Civil Parishes zählt Gruna zu Sandsting.